# Michele Mercati
Michele Mercati (1541-1593) (* San Miniato, Toscana, 8 de Abril de 1541 - † 25 de Junho de 1593), foi erudito, médico, biólogo, arqueólogo, mineralogista e naturalista italiano. Desenvolveu importantes cargos no âmbito médico e naturalista. Foi conselheiro dos papas Gregório XIII e Sisto V e arquiatro pessoal do papa Clemente VIII (1536-1605). Seu grande interesse em colecionar minerais e fósseis constituiu a base da obra que o tornou famoso: a Metallotheca. Também é autor da obra Istruttione sopra la peste (1576).

## Biografia
Michele Mercati nasceu na cidade de San Miniato, na Toscana, filho do médico Pietro Mercati († 1585), uma das famílias mais renomadas da região. Seu avô fora amigo íntimo de Ficino. Foi educado na Universidade de Pisa, onde doutorou-se em medicina e filosofia e também foi aluno de Cesalpino (1519-1603). Interessou-se particularmente por história natural, mineralogia, paleontologia, medicina e botânica e destacou-se como produtor de um livro didático intitulado Metallotheca, que foi publicado somente em 1717.
Dentre outras coisas, Mercati colecionava ferramentas paleolíticas da pré-história e também fósseis e minerais. Estes, associados à sua educação clássica e à crescente coleção da biblioteca do Vaticano de artefatos da Ásia e da América, possibilitaram-lhe a inclusão da obra Metallotheca, um dos relatos mais antigos sobre a produção e uso de machados de pedra polida, pontas de flechas feitas com sílex e lâminas de pedras.
O historiador britânico David Clarke descreve Mercati como o arquétipo arqueológico de Cardano na matemática, Vesálio na anatomia, Galileo nas ciências físicas e Copérnico na astronomia.

### Apoio e patronos
Mal tinha completado 20 anos e o papa Pio V convidou-o para diretor do Jardim Botânico do Vaticano (na época chamado de Giardino dei Semplici - Jardim dos Humildes), posto que ele conservou durante o pontificado dos papas Gregório XIII, Sisto V e Clemente VIII. Segundo relatos, seu professor Cesalpino foi o responsável pela sua nomeação.
Em 1568, com 27 anos, Ferdinando I, futuro grão-duque da Toscana, desejando reconhecer a celebridade da erudição de Mercati, homenageou-o elevando sua família ao nível da aristocracia florentina, ao passo que o mesmo privilégio lhe foi concedido no ano seguinte pelo senado romano.
O papa Gregório XIII o elegeu membro da família pontifícia, e Mercati retribuiu cuidando do papa durante seus últimos dias. A obra Istruttione sopra la peste foi dedicada a ele. O papa Sixto V também tinha grande estima por ele e o nomeou protonotário apostólico. Foi também enviado à Polônia junto com o cardeal Aldobrandini (futuro papa Clemente VIII) em uma missão na Boêmia junto ao rei Sigismundo III. Clemente VIII o nomeou seu médico particular e cavaleiro da Ordem do Espírito Santo em Sássia, e superintendente do hospital do Espírito Santo.
Mercati foi amigo de Cesalpino, Mercuriale (1530-1606), Aldrovandi (1522-1605) e de Wieland (1520-1589).

## Trabalho
Mercati estava interessado nas ciências naturais, e em particular na botânica e mineralogia, e também na paleontologia e arqueologia.
Ele descreveu esses tópicos em um livro, que, no entanto, só foi publicado postumamente em 1717 por Giovanni Maria Lancisi com o título de Metallotheca Vaticana.
Nesta obra, Mercati também descreveu os objetos de sua coleção: pederneiras, pontas de flechas, machados de pedra pré-históricos e facas, além de fósseis e minerais. Mercati havia colecionado uma grande quantidade desses objetos, também graças às suas viagens, e sua coleção era na época a maior e mais importante desse tipo na Europa. Ele também descreveu a coleção de objetos etnográficos asiáticos e americanos que naquelas décadas nasceu, graças às missões enviadas, dentro da Biblioteca do Vaticano.
Mercati é reconhecido como o "pai" da arqueologia pré-histórica, pois foi um dos primeiros a levantar a hipótese de que os artefatos que ele colecionava, então chamados de "pedras relâmpago" ceraunia ("objetos de raios"), poderia ser obra do homem de épocas muito antigas, para explicar seu uso e métodos de fabricação.
Ele também é reconhecido por ter um papel importante na paleontologia; na verdade, ele foi o primeiro a incluir os amonites do "Rosso Ammonitico", uma unidade estratigráfica famosa na área de Umbria-Marche. Em uma de suas figuras na 'Metallotheca', entre outras, aparece uma amonite com seu nome: Mercaticeras; atualmente o gênero é conhecido em muitos lugares do sul da Europa, como um fóssil guia do Jurássico Inferior (Toarciano). Mercaticeras dá nome à subfamília sistemática de Mercaticeratinae, que tem sido estudada pela filogenia e pela evolução biológica (ver Links externos no verbete).
Mercati também lidou com antiguidades clássicas e neste campo publicou a obra Degli obelischi di Roma em 1589.
Finalmente, como médico, escreveu a Instrução sobre a Peste (1576).

## Obras
- Metallotheca Vaticana
- Istruttione sopra peste (1576)
- Degli obelischi di Roma (1589)